# 马克西姆·韦尔塔
马克西姆·韦尔塔·埃尔南德斯（1971年1月26日—），西班牙新闻工作者，作家。2018年6月7日被任命为桑切斯新内阁西班牙文化和体育大臣，上任后不到一周就因个人税务问题被迫辞职。

## 经历
出生于乌铁尔，原名马克西莫（Máximo）。毕业于马德里天主教圣巴勃罗大学信息科学专业，拥有欧洲设计学院的平面设计和插图编辑硕士学位。毕业后在巴倫西亞自治區的一些电台和报社编辑部工作。

### 电视台
1997加入当地电视台的Nou频道，做新闻节目的编辑工作。2000年加入西班牙第五電視台，负责巴伦西亚地区频道。一年后进入全国性节目编组，成为新闻主播。
2005年，他成为阿娜·罗萨的晨間新聞节目主持人之一。他工作了十年，直到2015年9月。
2016年出演西班牙电视台旅行纪录片《电影目的地》（Destinos de película）。

### 作家
它也是一名作家，出版了如下作品：
| 原文标题                                             | 中文译名                 | 首版年份 | 备注                 |
| ---------------------------------------------------- | ------------------------ | -------- | -------------------- |
| Que sea la última vez que me llamas Reina de la Tele | 《最后一次叫我电视之王》 | 2009年   |                      |
| El susurro de la caracola                            | 《海螺的耳语》           | 2011年   |                      |
| Una tienda en París                                  | 《巴黎的一家商店》       | 2012年   |                      |
| La noche soñada                                      | 《梦想之夜》             | 2014年   | 获2014年普里马贝拉奖 |
| No me dejes (Ne me quitte pas)                       | 《别放开我》             | 2015年   |                      |
| La parte escondida del iceberg                       | 《冰山一角》             | 2017年   |                      |
| Firmamento                                           | 《苍穹》                 | 2018年   |                      |

除了这些，他还出版过一本旅行书、儿童书和两本绘本。

### 桑切斯内阁
2018年首相桑切斯将他任命为文化与体育大臣。刚就任不到一周，他就被爆出逃税约21.8万欧元的丑闻。马德里高等法院13日宣布裁决，韦尔塔需要向财政部缴纳365,928欧元的罚款。

## 个人生活
他是家里的独生子。父亲患上阿尔茨海默病于2017年夏天去世。他也是一名公开的同性恋者，目前单身，住在马德里钱贝里区。